# 舊布季夫卡
51°26′39″N 32°27′0″E / 51.44417°N 32.45000°E
舊布季夫卡（烏克蘭語：Старобутівка），是烏克蘭北部的村莊，隸屬切爾尼希夫州的科留基夫卡區。該村始建於1580年，面積0.15平方公里，海拔高度116米，2001年人口12，人口密度每平方公里80人。